# Théâtre de l'Odéon
|  | Aquest article tracta sobre el teatre parisenc. Si cerqueu el teatre marsellès, vegeu «Théâtre de l'Odéon (Marsella)». |

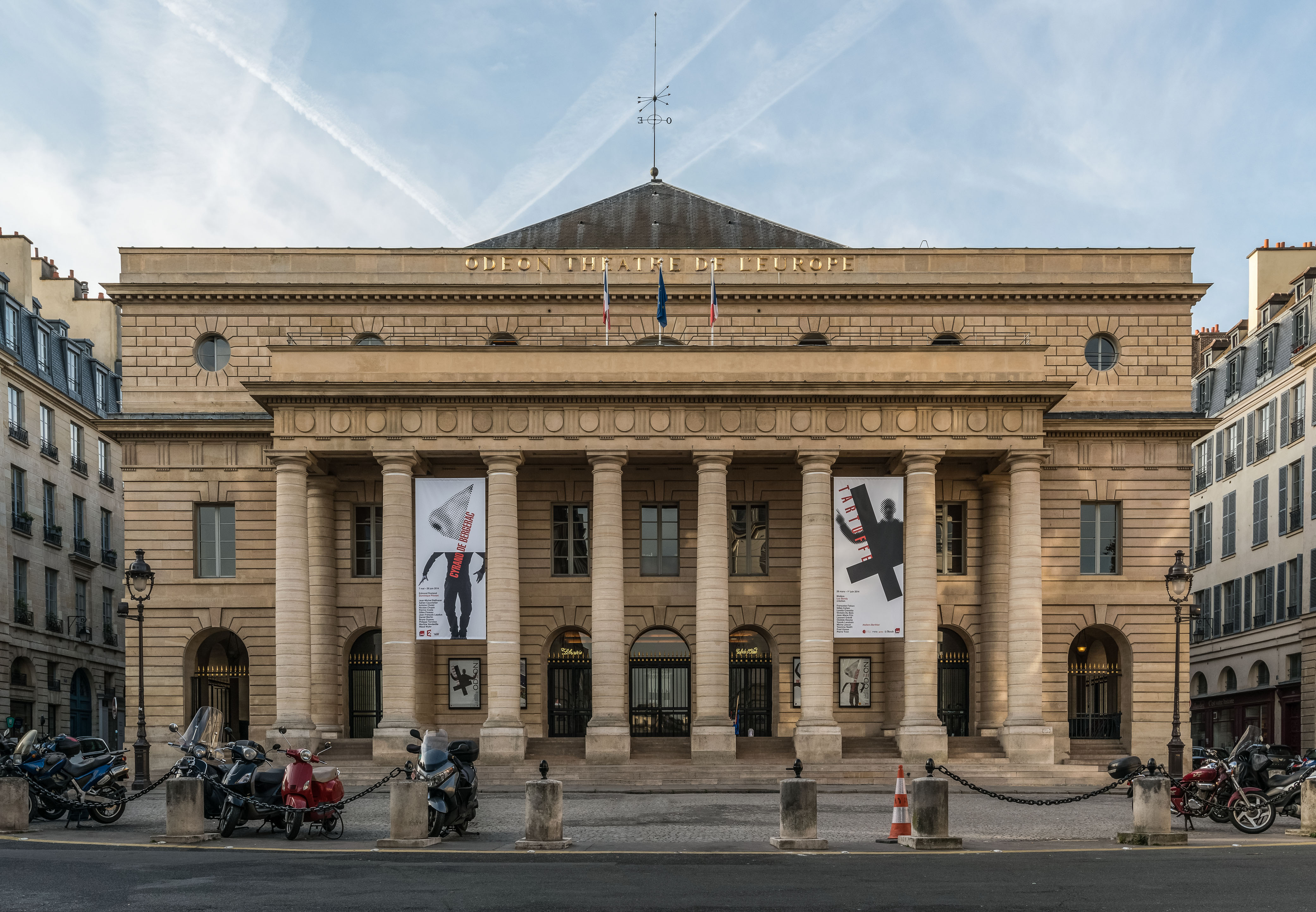
El Théâtre de l'Odéon

El Théâtre de l'Odéon, també conegut com l'Odéon o bé el Théâtre de l'Europe és un teatre d'estil neoclàssic del 6è districte de París, construït entre el 1779 i el 1782, sota el mandat de Lluís XVI, pels arquitectes Marie-Joseph Peyre i Charles De Wailly. Fou inaugurat el 1782 per acollir la companyia del Théâtre-Français.